# Chronologie des faits économiques et sociaux dans les années 1450
Chronologie de l'économie
Années 1440 - Années 1450 - Années 1460

## Événements
- Vers 1450 : fin de la crise économique et démographique en Europe. La population de l’Europe occidentale atteint 30 millions d’habitants, dont 10 millions pour la France (16 millions en 1515). Elle augmente pour atteindre 42 millions d’habitants vers 1600, pour atteindre le niveau de 1300 avec 55 millions[1].
- 1450-1560 : remontée de la démographie en France : fécondité plus forte, nuptialité plus précoce, mortalité moins intense. Elle est accompagnée d’un morcellement de la propriété roturière et de la remise en valeur progressive des terres (réacensement). Le recul de la population est estimé à 38 % en 1450 par rapport à 1310. C'est le pays le plus touché du fait des guerres endémiques ; la baisse est de 36 % pour l'Angleterre, de 28 % pour l'Espagne et 26 % pour l'Allemagne[2].
- 1452-1454 : premier livre imprimé en série en Europe, la bible de Gutenberg[3].

- 1453 : la prise de Constantinople déstabilise les courants commerciaux et réduit les bénéfices des marchands italiens. La population de la ville est estimée alors entre 40 000 et 100 000 habitants pour une ville qui en a compté 400 000 au début du XIe siècle[4]. La ville est à l’abandon. Le grand palais, l’Hippodrome, certaines églises sont en ruines, des quartiers sont désertés tandis que s’y développent champs, vignes, jardins ou friches[5]. Les intellectuels et une grande partie de la classe dirigeante byzantine, surtout la classe bourgeoise, s'enfuit massivement vers l’occident et les régions occupées par Venise.

- 1455 : arrivée des premières épices africaines au Portugal (malaguette)[6].
- 1456 : Francesco Sforza fait creuser le canal de la Martesana, long de plus de 30 km, qui apporte à Milan les eaux de l’Adda. Élargi en 1573, il devient navigable[7].

- En France, l’armée royale compte de 10 000 à 15 000 hommes en temps de paix. Le budget de l’État atteint 75 tonnes d’équivalent argent en 1450[8].
- 10 % des populations de Lisbonne et de Séville sont des esclaves[9].
- Le marchand vénitien Andrea Barbarigo, qui a commencé sa carrière en 1420 avec 200 ducats, en possède 15 000 en 1450 et son fils 27 000 en 1500. Comme les autres marchands, il ne réinvestit plus systématiquement dans le commerce. Progressivement, il achète des terres et se transforme en propriétaire rentier[10].